# Энтин, Марк Львович
Марк Льво́вич Э́нтин (род. 25 ноября 1955) — российский дипломат, юрист. Чрезвычайный и полномочный посланник 1 класса (2013).

## Биография
Окончил МГИМО МИД СССР (1977). На дипломатической работе с 1991 года. Доктор юридических наук (1994). Владеет английским, французским и испанским языками.
- В 1978—1991 годах — научный сотрудник ВНИИ системных исследований АН СССР, ВНИИ советского законодательства Министерства юстиции СССР, Института мировой экономики и международных отношений АН СССР.
- В 1991—1992 годах — заведующий сектором Политического отдела МИД РСФСР.
- В 1992—1994 годах — первый заместитель начальника Управления Европы МИД России.
- В 1994—1998 годах — первый заместитель директора Департамента общеевропейского сотрудничества МИД России.
- В 1998—2002 годах — заместитель Постоянного Представителя России при Совете Европы.
- В 2002—2006 годах — директор Института европейского права МГИМО.
- С сентября 2006 по октябрь 2012 года — директор Европейского учебного института при МГИМО.
- С 2 октября 2012 по 20 января 2016 года — чрезвычайный и полномочный посол России в Люксембурге[1][2].

Также является профессором кафедры европейского права МГИМО (с 1996), вице-президентом Российской ассоциации международного права (с 2006), вице-президентом Российской ассоциации европейских исследований (с 2009), членом Международно-правового совета при МИД России, членом Учёного (Научно-экспертного) Совета Института энергетики и финансов (с 2009), членом Совета по внешней и оборонной политике (СВОП). Имеет статус профессора кафедры им. Жана Монэ в МГИМО.

## Дипломатический ранг
- Чрезвычайный и полномочный посланник 2 класса (19 октября 1996)[3].
- Чрезвычайный и полномочный посланник 1 класса (5 декабря 2013)[4].

## Награды и почётные звания
- Медаль ордена «За заслуги перед Отечеством» II степени (19 октября 2009) — За большой вклад в реализацию внешнеполитического курса Российской Федерации, многолетнюю безупречную службу[5].
- Почётный работник Министерства иностранных дел Российской Федерации (2006).

## Семья
Сын профессора Льва Матвеевича Энтина (1928—2025). Женат, имеет четверых детей.

## Публикации
М. Л. Энтин является автором более 600 публикаций, в том числе ряда монографий учебников и учебных пособий. Среди них:
- Международные судебные учреждения. — М.: «Международные отношения», 1984.
- Правовые аспекты западноевропейской интеграции: Суд Европейских сообществ. — М.: «Международные отношения», 1987.
- Политология развития. — М.: «Наука», 1988, (в соавторстве).
- Международные гарантии прав человека (практика Совета Европы). — М.: «Международные отношения», 1992.
- Международные гарантии прав человека: опыт Совета Европы. — М.: Издательство МНИМП, 1997.
- Защита прав человека по праву Европейского союза. Учебное пособие. — М.: Издательство МГИМО (Университета), 2003.
- Правовые основы внешней политики, безопасности и обороны Европейского Союза. — Киев: Издательство Киевского университета, 2003.
- Европейское право: Право Европейского Союза и правовое обеспечение защиты прав человека. Учебник для вузов. — М.: «Норма», 2005, (в соавторстве).
- В поисках партнерских отношений: Россия и Европейский союз в 2004—2005 годах. — СПб.: СКФ «Россия-Нева», 2006.
- В поисках партнерских отношений — 2: Россия и Европейский союз в 2006—2008 годах. — М: Зебра-Е, 2009.
- В поисках партнерских отношений — 3: Россия и Европейский союз в 2008—2009 годах. — М: Зебра-Е, 2010.
- В поисках партнёрских отношений — 4: Россия и Европейский союз в 2010-начале 2011 года. — М: Зебра-Е, 2011.
- Европейское право: Право Европейского Союза и правовое обеспечение защиты прав человека. Учебник для вузов, з-е издание, пересмотренное и дополненное. — М.: «Норма», 2011, (в соавторстве).
- Европейское право: Право Европейского Союза и правовое обеспечение защиты прав человека. Учебник для вузов, з-е издание, пересмотренное и дополненное. Дополнительное издание. — М.: «Норма», 2013, (в соавторстве).
- Россия и Европейский Союз в 2011—2014 годах: в поисках партнерских отношений — V. Том 1 / Марк Энтин, Екатерина Энтина. — Москва: Издательство «Э», 2015. — 864 с.
- Россия и Европейский Союз в 2011—2014 годах: в поисках партнерских отношений — V. Том 2 / М. Л. Энтин, Е. Г. Энтина, Н. И. Тнэлм. — Москва: Издательство «Э», 2015. — 752 с.
- В поисках партнерских отношений — 6: Россия и Европейски союз в 2015-2016 годах: Научная монография / М.Л. Энтин, Е.Г. Энтина, Н.И. Тнэлм. — Москва: Зебра-Е, 2017.
- В поисках партнерских отношений — 7: Россия и Европейски союз в 2017-первой половине 2018 годов: Научная монография / М.Л. Энтин, Е.Г. Энтина, Н.И. Тнэлм. — Москва: Зебра-Е, 2018.